# Copa Norte
De Copa Norte was een Braziliaans voetbaltoernooi tussen teams uit de regio noord (Amazonië).
Het toernooi werd tussen 1997 en 2002 gehouden en tot 1999 plaatste de winnaar zich voor de Copa CONMEBOL en hierna voor de Copa dos Campeões. Na twaalf jaar werd er een nieuw toernooi opgericht waaraan clubs uit het noorden konden deelnemen, de Copa Verde, al namen daar ook clubs uit het centrum van het land aan deel.

## List of champions
| Jaar         | Finale         | Finale                           | Finale         | Halvefinalisten | Halvefinalisten | Halvefinalisten |
| Jaar         | Winnaars       | Score                            | Verliezers     | Halvefinalisten | Halvefinalisten | Halvefinalisten |
| ------------ | -------------- | -------------------------------- | -------------- | --------------- | --------------- | --------------- |
| 1997 Details | Rio Branco     | 0 – 0 2 – 1 Totaal 2 – 1         | Remo           | Ji-Paraná       | Imperatriz      |                 |
| 1998 Details | Sampaio Corrêa | 0 – 1 2 – 1 (3–0 p) Totaal 2 – 2 | São Raimundo   | Ypiranga        | Rio Branco      |                 |
| 1999 Details | São Raimundo   | 0 – 1 2 – 1 (3–1 p) Totaal 2 – 2 | Sampaio Corrêa | Cruzeiro        | Flamengo        |                 |
| 2000 Details | São Raimundo   | 2 – 3 2 – 0 Totaal 4 – 3         | Maranhão       | Ríver           | Remo            |                 |
| 2001 Details | São Raimundo   | 1 – 0 0 – 1 Totaal 1 – 1 ¹       | Paysandu       | Ríver           | Genus           |                 |
| 2002 Details | Paysandu       | 1 – 0 3 – 0 Totaal 4 – 0         | São Raimundo   | Remo            | Ji-Paraná       |                 |

¹ tot kampioen uitgeroepen door hogere klassering in het seizoen

1997 · 1998 · 1999 · 2000 · 2001 · 2002